# The Shamen
The Shamen — британская группа, первоначально игравшая инди-рок, а затем сосредоточившаяся на эйсид-хаусе и техно, которые и принесли коллективу коммерческий успех (хиты «Move Any Mountain» и «Ebeneezer Goode»). В конце 1990-х годов группа распалась.

## История
Сразу после появления шотландская группа тяготела к психоделическому инди-року. Но лидеры коллектива, Колин Ангус и Уилл Синнот, постепенно уходили в сторону эйсид-хауса. В 1988 году после долгих экспериментов с секвенсорами и музыкальными программами The Shamen открыли для себя что-то новое в музыке. Для них рок-концерт перестал быть просто концертом, в котором группа дарит музыку поклонникам, он должен был стать частью каждого, чтобы каждый смог привнести что-то своё. Вскоре лидеры сократили группу до дуэта и на выступления стали приглашать разных диджеев и MC. Именно в таком составе был записан очередной альбом En-Tact, ставший символом группы. Музыканты были в экстазе от своих достижений, им казалось, что они могут всё. Но в мае 1991 года Синнот утонул в океане, и на его место в группу пришел рэпер Мистер Си. После этого популярность группы начала падать, и в 1999 году коллектив распался.

## Состав
- Колин Ангус — вокал, гитара, клавишные (1985—1999)
- Боб Брикс — клавишные (1992—1999)
- Гевин Найт — ударные (1992—1999)
- Дерек Маккензи — вокал (1985—1987)
- Кейт Маккензи — ударные (1985—1988)
- Эллисон Моррисон — клавишные, бэк-вокал (1985—1986)
- Питер Стефенсон — клавишные (1986—1988)
- Уилл Синнотт — бас, вокал, клавишные (1987—1991)
- Ричард Вест (Mr C) — вокал, клавишные (1990—1999)

## Дискография

### Студийные альбомы
| Год  | Название              | Позиция | Позиция |
| Год  | Название              | UK      | US      |
| ---- | --------------------- | ------- | ------- |
| 1987 | Drop                  | —       | —       |
| 1988 | What’s Going Down?    | —       | —       |
| 1989 | In Gorbachev We Trust | —       | —       |
| 1989 | Phorward              | —       | —       |
| 1990 | En-Tact               | 31      | 138     |
| 1992 | Boss Drum             | 3       | —       |
| 1995 | Axis Mutatis          | 27      | —       |
| 1996 | Hempton Manor         | —       | —       |
| 1998 | UV                    | —       | —       |

### Синглы
| Год  | Название                        | Позиция |
| Год  | Название                        | UK      |
| ---- | ------------------------------- | ------- |
| 1984 | «Drum The Beat (In My Soul)»    | —       |
| 1985 | «Dream Come True»               | —       |
| 1985 | «Happy Days»                    | —       |
| 1986 | «Young Till Yesterday»          | —       |
| 1987 | «Something About You»           | —       |
| 1987 | «Strange Days Dream»            | —       |
| 1987 | «Christopher Mayhew Says»       | —       |
| 1987 | «Knature of a Girl»             | —       |
| 1988 | «Jesus Loves Amerika»           | —       |
| 1988 | «Transcendental»                | —       |
| 1989 | «You, Me & Everything»          | —       |
| 1989 | «Omega Amigo»                   | —       |
| 1990 | «Pro>Gen»                       | 55      |
| 1990 | «Make It Mine»                  | 42      |
| 1991 | «Hyperreal»                     | 29      |
| 1991 | «Move Any Mountain (Progen 91)» | 4       |
| 1992 | «LSI (Love Sex Intelligence)»   | 6       |
| 1992 | «Ebeneezer Goode»               | 1       |
| 1992 | «Boss Drum»                     | 4       |
| 1992 | «Phorever People»               | 5       |
| 1993 | «Comin' On»                     | —       |
| 1993 | «Re:Evolution»                  | 18      |
| 1993 | «The SOS»                       | 14      |
| 1995 | «Destination Eschaton»          | 15      |
| 1995 | «Transamazonia»                 | 28      |
| 1995 | «MK2A»                          | —       |
| 1995 | «Heal (The Separation)»         | 31      |
| 1996 | «Indica»                        | —       |
| 1996 | «Move Any Mountain '96»         | 35      |
| 1998 | «Universal»                     | —       |